# Chính biến Canh Ngọ
Chính biến Canh Ngọ là cuộc đảo chính của một số đại thần và tông thất nhà Lý lật đổ Thái úy Đỗ Anh Vũ năm 1150 dưới thời nhà Lý. Cuộc chính biến ban đầu thành công, tuy nhiên sau đó Đỗ Anh Vũ đã trở lại nắm lại quyền lực và tiêu diệt toàn bộ những người tham gia.

## Nguyên nhân
Lý Anh Tông lên ngôi từ năm 1138 khi mới 2 tuổi. Mẹ là Thái hậu họ Lê chấp chính, dùng đại thần Đỗ Anh Vũ phụ chính.
Năm 1150, tức năm Canh Ngọ, Lý Anh Tông lên 14 tuổi, dần đến lúc thân chính. Trong cung bắt đầu dị nghị Thái úy Đỗ Anh Vũ lạm quyền, kiêu căng. Nhiều lời thị phi rằng Thái úy Đỗ Anh Vũ đưa vợ là Tô phu nhân, người trong họ Thái phó Tô Hiến Thành, ra vào cung cấp hầu hạ Chiêu Hiến Thái hoàng thái hậu, cũng là chị ruột của ông, để rồi Thái úy tư thông với Linh Chiếu hoàng thái hậu ở trong cung. Quần thần do lâu ngày không bằng lòng sự hiển hách của Thái úy, nên bàn mưu lật đổ.

## Diễn biến
Điện tiền chỉ huy sứ Vũ Cát Đái, Hoả đầu đô Quảng Vũ Lương Thượng Cá, Hoả đầu đô Ngọc Giai Đồng Lợi, Nội thị Đỗ Ất, cùng các hoàng thân quốc thích là Trí Minh vương, Bảo Ninh hầu, Phò mã lang Dương Tự Minh cùng mưu bắt giam Đỗ Anh Vũ.
Bàn tính xong, Vũ Đái đem quân lính đến ngoài cửa Việt Thành hô to rằng: Anh Vũ ra vào cấm đình, làm nhiều đều ô uế, tiếng xấu đồn ra ngoài, không tội gì to bằng. Bọn thần xin sớm trừ đi, khỏi để mối lo về sau. Bèn có chiếu sai cấm quân đến bắt Anh Vũ trói giam ở hành lang Tả Hưng Thánh, giao cho Đình uý tra xét.
Hoàng thái hậu lo sợ cho Anh Vũ, sai người mang cơm rượu cho Anh Vũ, ngầm để vàng vào trong đồ đựng món ăn để đút cho Vũ Đái và các người canh giữ.
Hoả đầu ở đô Tả Hưng Thánh là Nguyễn Dương cho rằng sau này Anh Vũ lại khôi phục thế lực và trả thù, nên can những người kia không tham của đút và cầm giáo định đâm chết Anh Vũ. Nhưng Đô Tả Hưng Thánh là Đàm Dĩ Mông ôm Dương, cướp lấy giáo, ngăn lại không cho tự tiện giết đại thần khi chưa có lệnh của vua. Nguyễn Dương bất lực, cho rằng sau này Đỗ Anh Vũ khi phục chức sẽ truy sát những ai tham gia nên tự sát.
Bấy giờ triều đình xét án của Anh Vũ, đày Anh Vũ làm "Cảo điền nhi". Thái hậu nhiều lần mở hội lớn để xá cho tội nhân, Anh Vũ được mấy lần xá tội, lại làm Thái uý phụ chính như cũ. Thái úy sợ rằng sẽ lại bị tính kế như cũ, bèn dâng hơn một trăm người thủ hạ để làm đô Phụng quốc vệ, người nào phạm tội đều giao cho đô Phụng quốc vệ đi bắt.

## Kết quả
Thái úy Đỗ Anh Vũ dâng lời tâu tố cáo Vũ Cát Đái cùng đồng bọn lạm quyền, gây ra việc cung đình sinh biến, kiến nghị phải trừng phạt. Anh Tông còn nhỏ không biết gì, Thái hậu bèn y chuẩn lời tâu. Hạ chiếu giáng Trí Minh vương xuống tước Hầu, Bảo Ninh hầu xuống tước Minh tự, Bảo Thắng hầu xuống tước Phụng chức, Nội thị là Đỗ Ất cùng 5 người bị cưỡi ngựa gỗ, Hoả đầu đô Ngọc Giai là Đồng lợi cùng 8 người bị chém ở chợ Tây Giai, Điện tiền đô chỉ huy Vũ Cát Đái và 20 người bị chém bêu đầu ở các bến sông, Phò mã lang Dương Tự Minh cùng 30 người bị tội lưu ở nơi xa độc.
Để đề phòng bị âm mưu lật đổ lần nữa, Thái úy ra lệnh cấm các quan trong triều không được đi lại nhà các Vương hầu, ở trong cung cấm không được hội họp nhau năm, ba người bàn luận chê bai, ai phạm thì trị tội.